# Temporada 1973-74 de los Buffalo Braves
La temporada 1973-74 fue la cuarta de los Buffalo Braves en la NBA. La temporada regular acabó con 42 victorias y 40 derrotas, ocupando el cuarto puesto de la conferencia Este, clasificándose por primera vez para los playoffs, en los que cayeron en la primera ronda ante Boston Celtics.

## Elecciones en elDraft
| Ronda | Puesto | Jugador          | Posición  | Nacionalidad      | Universidad       |
| ----- | ------ | ---------------- | --------- | ----------------- | ----------------- |
| 1     | 3      | Ernie DiGregorio | Base      | Estados Unidos    | Providence        |
| 3     | 38     | Ken Charles      | Escolta   | Trinidad y Tobago | Fordham           |
| 6     | 88     | Mike Macaluso    | Escolta   | Estados Unidos    | Canisius          |
| 7     | 106    | Tim Bassett      | Ala-Pívot | Estados Unidos    | Georgia           |
| 17    | 204    | Jim Garvin       | Ala-Pivot | Estados Unidos    | Boston University |
| 20    | 211    | Phil Tollestrup  | Ala-Pívot | Estados Unidos    | BYU               |

## Temporada regular
| División Atlántico | División Atlántico | División Atlántico | División Atlántico | División Atlántico | División Atlántico | División Atlántico | División Atlántico | División Atlántico |
| Equipo             | G                  | P                  | %                  | PD                 | Casa               | Fuera              | Neutral            | Div                |
| ------------------ | ------------------ | ------------------ | ------------------ | ------------------ | ------------------ | ------------------ | ------------------ | ------------------ |
| y-Boston Celtics   | 56                 | 26                 | .683               | –                  | 26–6               | 21–18              | 9–2                | 17–5               |
| x-New York Knicks  | 49                 | 33                 | .598               | 7                  | 28–13              | 21–19              | 0–1                | 10–12              |
| x-Buffalo Braves   | 42                 | 40                 | .512               | 14                 | 19–13              | 17–21              | 6–6                | 12–10              |
| Philadelphia 76ers | 25                 | 57                 | .305               | 31                 | 14–23              | 9–30               | 2–4                | 5–17               |

## Playoffs

### Semifinales de Conferencia
Boston Celtics vs. Buffalo Braves 
| Fecha       | Partido                                | Ciudad |
| ----------- | -------------------------------------- | ------ |
| 30 de marzo | Boston Celtics 107, Buffalo Braves 97  | Boston |
| 2 de abril  | Buffalo Braves 115, Boston Celtics 105 | Búfalo |
| 3 de abril  | Boston Celtics 120, Buffalo Braves 107 | Boston |
| 6 de abril  | Buffalo Braves 104, Boston Celtics 102 | Búfalo |
| 9 de abril  | Boston Celtics 100, Buffalo Braves 97  | Boston |
| 12 de abril | Buffalo Braves 104, Boston Celtics 106 | Búfalo |
|             | Boston Celtics gana las series 4-2     |        |

## Estadísticas
| Rk | Jugador          | Edad | P  | PT | MP   | TC   | TCI  | %TC  | TL  | TLI | %TL  | RO  | RD   | RT   | AS  | RB  | TAP | BP | FP  | PTS  |
| -- | ---------------- | ---- | -- | -- | ---- | ---- | ---- | ---- | --- | --- | ---- | --- | ---- | ---- | --- | --- | --- | -- | --- | ---- |
| 1  | Bob McAdoo       | 22   | 74 |    | 43.0 | 12.2 | 22.3 | .547 | 6.2 | 7.8 | .793 | 3.8 | 11.3 | 15.1 | 2.3 | 1.2 | 3.3 |    | 3.4 | 30.6 |
| 2  | Jim McMillian    | 25   | 82 |    | 40.5 | 7.3  | 14.8 | .494 | 4.0 | 4.6 | .858 | 2.6 | 4.8  | 7.4  | 3.1 | 1.6 | 0.3 |    | 2.3 | 18.6 |
| 3  | Ernie DiGregorio | 23   | 81 |    | 35.9 | 6.5  | 15.6 | .421 | 2.1 | 2.4 | .902 | 0.6 | 2.1  | 2.7  | 8.2 | 0.7 | 0.1 |    | 3.0 | 15.2 |
| 4  | Gar Heard        | 25   | 81 |    | 35.7 | 6.5  | 14.9 | .435 | 2.4 | 3.6 | .650 | 3.3 | 8.4  | 11.7 | 2.2 | 1.7 | 2.8 |    | 3.7 | 15.3 |
| 5  | Randy Smith      | 25   | 82 |    | 33.5 | 6.5  | 13.2 | .492 | 2.5 | 3.5 | .712 | 1.1 | 2.8  | 3.8  | 4.7 | 2.5 | 0.0 |    | 3.2 | 15.5 |
| 6  | Jack Marin       | 29   | 27 |    | 25.2 | 5.4  | 9.9  | .545 | 2.6 | 3.0 | .877 | 1.1 | 3.4  | 4.5  | 1.7 | 0.9 | 0.7 |    | 3.4 | 13.4 |
| 7  | Matt Guokas      | 29   | 27 |    | 20.3 | 2.3  | 4.1  | .555 | 0.4 | 0.7 | .500 | 0.4 | 1.0  | 1.5  | 2.6 | 0.7 | 0.2 |    | 2.1 | 4.9  |
| 8  | Bob Kauffman     | 27   | 74 |    | 17.6 | 2.3  | 4.9  | .467 | 1.4 | 2.0 | .713 | 1.3 | 3.1  | 4.4  | 1.9 | 0.5 | 0.2 |    | 2.1 | 6.1  |
| 9  | Dave Wohl        | 24   | 41 |    | 14.8 | 1.5  | 3.7  | .400 | 1.0 | 1.5 | .700 | 0.2 | 0.5  | 0.7  | 3.1 | 0.8 | 0.0 |    | 1.8 | 4.0  |
| 10 | Lee Winfield     | 26   | 36 |    | 12.0 | 1.0  | 2.9  | .352 | 0.9 | 1.4 | .635 | 0.5 | 0.7  | 1.2  | 1.3 | 0.4 | 0.1 |    | 1.2 | 3.0  |
| 11 | Ken Charles      | 22   | 59 |    | 11.7 | 1.5  | 3.1  | .476 | 0.9 | 1.3 | .671 | 0.4 | 0.7  | 1.1  | 0.9 | 0.5 | 0.2 |    | 1.5 | 3.9  |
| 12 | Kevin Kunnert    | 22   | 39 |    | 8.7  | 1.3  | 2.6  | .485 | 0.3 | 0.4 | .688 | 1.1 | 1.6  | 2.7  | 0.6 | 0.1 | 0.6 |    | 2.1 | 2.8  |
| 13 | Mike Macaluso    | 22   | 30 |    | 3.7  | 0.6  | 1.5  | .432 | 0.3 | 0.6 | .588 | 0.3 | 0.5  | 0.8  | 0.1 | 0.2 | 0.0 |    | 1.0 | 1.6  |
| 14 | Paul Ruffner     | 25   | 20 |    | 2.6  | 0.6  | 1.4  | .407 | 0.4 | 0.7 | .615 | 0.2 | 0.4  | 0.6  | 0.0 | 0.1 | 0.1 |    | 0.5 | 1.5  |
| 15 | Jim Garvin       | 23   | 6  |    | 1.8  | 0.2  | 0.7  | .250 | 0.0 | 0.0 |      | 0.2 | 0.7  | 0.8  | 0.0 | 0.0 | 0.0 |    | 0.2 | 0.3  |

## Galardones y récords
| Jugador          | Galardón                                                                                              |
| Bob McAdoo       | 2.º Mejor quinteto de la NBA Líder de anotación de la NBA All-Star                                    |
| Ernie DiGregorio | Rookie del Año de la NBA Líder en asistencias de la NBA Líder en porcentaje de tiros libres de la NBA |